# Vlas Tchubar
Vlas Iakovitch Tchubar (em ucraniano: Влас Якович Чубар), também transcrito como Vlas Iakovlevitch Tchubar (em russo: Влас Яковлевич Чубарь) (22 de fevereiro de 1891 - 26 de fevereiro de 1939) foi um revolucionário bolchevique ucraniano e um político soviético.
Tchubar uniu-se à corrente bolchevique do Partido Operário Social-Democrata Russo em 1907. Após a Guerra Civil Russa chegou a ser membro do Comité Central do PCUS em 1921, o que possibilitou substituir Christian Rakovski como chefe do Sovnarkom de Ucrânia. Daí, foi nomeado membro do Comité Central do Politburo em novembro de 1926.
Em 1934, Tchubar foi transferido a Moscovo para ocupar um cargo de membro do Sovnarkom da URSS e também para dirigir o Conselho de Trabalho e Defesa. Em fevereiro de 1935, Tchubar converteu-se em membro pleno do Politburo e entre 16 de agosto de 1937 e 19 de janeiro de 1938 serviu como Comissário Popular de Economia em substituição de Grigori Grinko. Porém, foi arrestado durante o processo do Grande Expurgo em junho de 1938 e, sendo substituído por Arseni Zverev, foi depois executado em fevereiro de 1939.
O seu irmão, Trofim Tchubar, foi condenado ao fuzilamento pelo próprio Estaline no dia 26 de julho de 1938, embora o seu destino fatual é desconhecido.
Em 2010, um tribunal criminal ucraniano estabeleceu que Tchubar, entre outros líderes da Ucrânia soviética, foi pessoalmente responsável pela carestia artificial de Holodomor